# Volker von Alzey

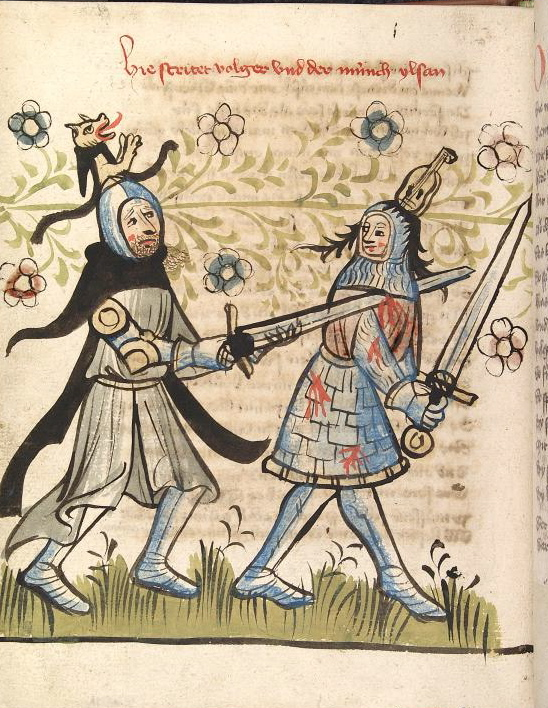
Volker von Alzey (rechts) im Kampf gegen den Berner Mönch Ilsan. Darstellung aus dem „Rosengarten zu Worms“

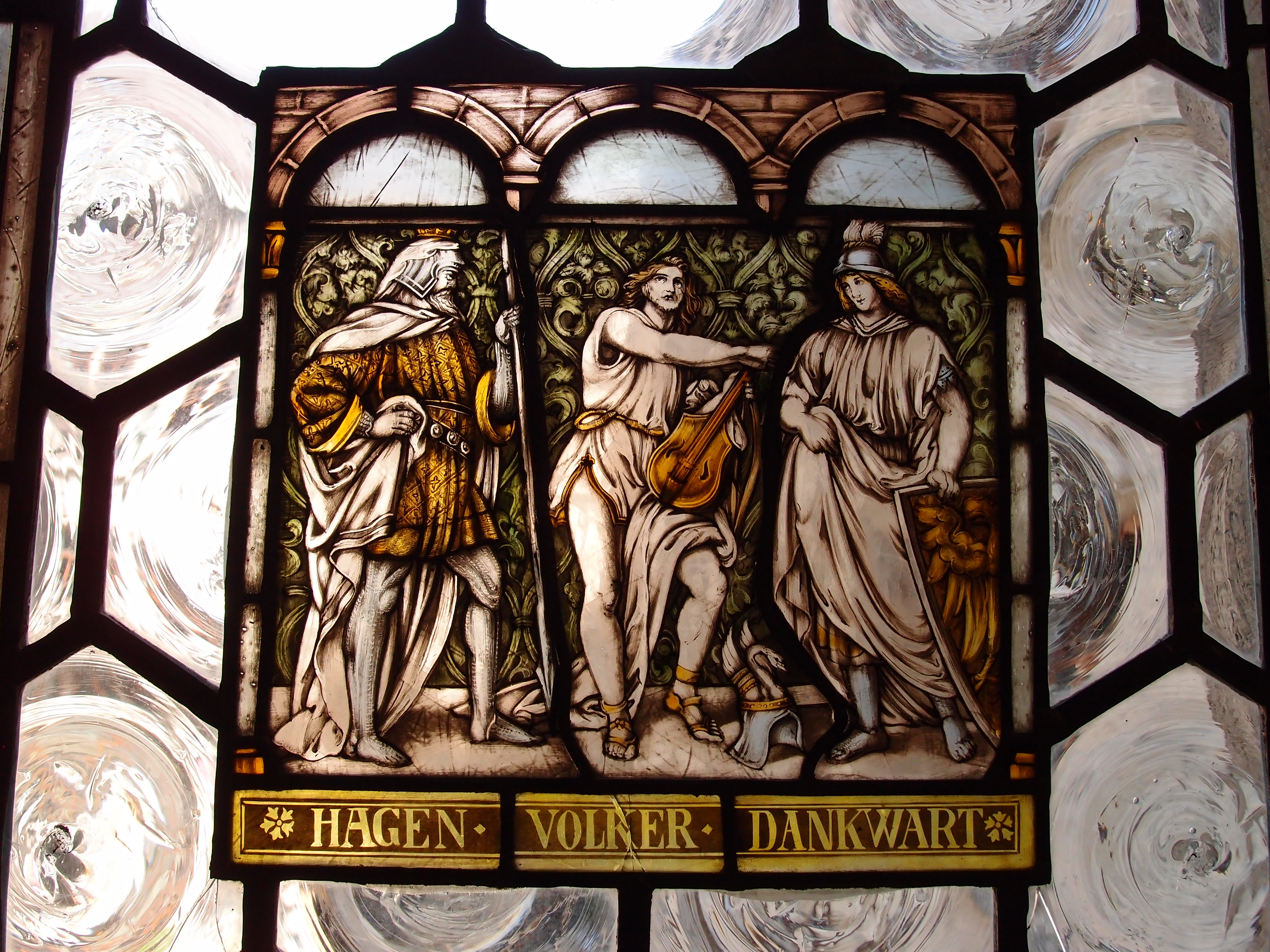
Darstellung des Volker von Alzey in einem Glasfenster im Münchner Rathaus.

Volker von Alzey ist eine Sagengestalt aus dem Nibelungenlied. Er ist der Spielmann am Hof der Burgunder in Worms. Sein Stammsitz Alzey liegt ca. 20 km nördlich  von Worms entfernt. Dort ist seit dem 11. Jahrhundert eine Burgmannenfamilie, die als die Volker von Alzey bezeichnet werden und eine Fidel im Wappen führen, belegt. Im Lied ist Volker einer der burgundischen Ritter und Helden. Er stirbt mit den anderen Burgundern an der Seite Hagens kämpfend auf Etzels Burg durch Hildebrands Hand.

## Auszug aus dem Nibelungenlied
„Die drie künege wâren, als ich gesaget hân,

von vil hôhem ellen: in wâren undertân

ouch die besten recken, von de man hât gesaget,

starc und vil küene, in scharpfen strîten unverzaget.
Daz was von Tronege Hagene und ouch der bruoder sîn,

Dancwart der vil snelle, von Metzen Ortwîn,

der zwene marcgrâven Gêre und Ekkewart,

Volkêr von Alzeije, mit ganzem ellen wol bewart.
Neuhochdeutsche Übersetzung:
Die drei Könige waren, wie ich bereits ausgeführt habe,

von größter Tapferkeit. In ihren Diensten standen zudem

die allerbesten Kämpfer, von denen man je gehört hat,

stark und äußerst mutig, selbst in den härtesten Kämpfen unerschütterlich.
Das waren: Hagen von Tronje und ebenso sein Bruder,

der gewandte Dankwart, Ortwin von Metz,

die beiden Markgrafen Gere und Eckewart

und Volker von Alzey, ein Mann voller Kampfeskraft.“

### Bücher
- Werner Streletz: Volkers Lied der Nibelungen. Eine Annäherung, Mit einem Nachwort von Ralph Köhnen. Projekt Verlag, Bochum 2011, ISBN 978-3-89733-246-1

## Verschiedenes
Volkers Fiedel in Wappen

Stadtwappen von Alzey
Wappen des Landkreises Alzey-Worms (oben der Nibelungendrache)

- Volker von Alzey ist, gespielt von Hans von Borsody, in der Filmversion von 1966 der Erzähler der Nibelungensage.
- In der 1997 veröffentlichten neunteiligen Fantasy-Romanreihe „Die Nibelungen“ haben zwei der Romane, nämlich „Das Nachtvolk“ und „Der Ketzerfürst“, beide von Bernhard Hennen verfasst, Volker als Protagonisten.
- Walter Plathe spielte 2008 bei den Nibelungenfestspielen in Worms den singenden Volker.